# Limosina soikai
Limosina soikai är en tvåvingeart som beskrevs av Lorenzo Munari 1990. Limosina soikai ingår i släktet Limosina och familjen hoppflugor.
Artens utbredningsområde är Italien. Inga underarter finns listade i Catalogue of Life.